# Жан, Микаэль
Микаэ́ль Жан (фр. Michaëlle Jean; род. 6 сентября 1957 года в Порт-о-Пренсе, Гаити) — бывший генерал-губернатор Канады с 2005 года, сменила в этой должности Адриен Кларксон. Первый генерал-губернатор Канады с тёмным цветом кожи. До этого была журналисткой, ведущей «Радио Канада» и Канадской вещательной корпорации (CBC). Также являлась верховным главнокомандующим канадских вооружённых сил и исполняла королевские обязанности в отсутствие королевы. Официальное обращение: Её превосходительство достопочтенная Микаэль Жан.

## Биография
Родилась на острове Гаити, откуда бежала вместе с семьёй в 1968 году. Отец, о котором она длительное время ничего не знала, был философом, подвергался пыткам при диктатуре Дювалье и не мог видеться с семьёй в течение 30 лет. Семья Жан поселилась в Тетфорд-Майнс, провинция Квебек.
Микаэль обучалась в Монреальском университете, где получила степень бакалавра искусств по итальянскому и испанскому языкам и литературе. В 1984—1986 преподавала итальянский, в то же время подготовила и защитила магистерскую диссертацию по сравнительному литературоведению. Продолжила обучение в ряде университетов Италии. Полиглот: владеет гаитянским креольским, французским, английским, испанским и итальянским языками, также может читать по-португальски.
Одновременно с обучением работала в центре для женщин — жертв избиений с 1979 по 1987. Позднее помогала основать сеть убежищ для женщин и детей по всей Канаде, работала в организациях, содействующих иммигрантам. Замужем за режиссёром документальных фильмов Жаном-Даниэлем Лафоном (Jean-Daniel Lafond). Собственных детей у пары нет, удочерили девочку родом с Гаити по имени Мари-Эдан (Marie-Éden).
С конца 1980-х Микаэль Жан — успешная тележурналистка и автор документальных фильмов. С 2004 г. — ведущая собственного телешоу «Микаэль».
Будучи замужем за французом, подала заявку на французское гражданство, однако отказалась от заявки после назначения генерал-губернатором.
Открывала зимние Олимпийские игры 2010 года в Ванкувере.
С 1 января 2015 года по 2 января 2019 года являлась генеральным секретарём всемирной организации франкофонов.

## Награды
- Компаньон ордена Канады (2005)[4].
- Орден Почёта (Армения, 7 апреля 2018) — за значительный вклад в развитие отношений между Международной организацией Франкофонии и Арменией, а также в распространение и укрепление гуманитарных ценностей, исповедуемых Франкофонией[5].